# Christlich Soziale Partei
Pour les articles homonymes, voir Parti chrétien-social et CSP.
Le Christlich Soziale Partei (en français : « Parti social-chrétien ») ou CSP est un parti politique démocrate-chrétien belge de la Communauté germanophone. Actuellement, le parti est présidé par Luc Frank. Le CSP est structurellement lié à son parti frère francophone, Les Engagés, pour les élections régionales wallonnes, les élections provinciales et fédérales.

## Mandataires
- au Conseil provincial de la Province de Liège (législature 2012-2018) : 1 conseiller
- au Parlement de la Communauté germanophone de Belgique (législature 2004-2009) : 7 membres et 5 mandataires avec voix consultative)
- au Parlement européen : 1 député, Mathieu Grosch depuis 1994 (dernière élection en 2009), puis Pascal Arimont avec un score de 11 739 voix (30,36 %, moins 1,89 point en mai 2014)

## Présidents
- Albert Gehlen (1971–1976)
- Manfred Nussbaum (1976–1981)
- Johann Haas (1981–1999)
- Hubert Chantraine (1999–2004)
- Mathieu Grosch (2004–2010)
- Luc Frank  (2010-2015)
- Pascal Arimont (2015–2020)
- Jérôme Franssen (depuis 2020)[4]

## Résultats électoraux

### Parlement de la Communauté germanophone
| Année | %     | Sièges  | Position | Gouvernement |
| ----- | ----- | ------- | -------- | ------------ |
| 1990  | 33,60 | 8 / 25  | 1er      | Maraite II   |
| 1995  | 35,93 | 10 / 25 | 1er      | Maraite III  |
| 1999  | 34,78 | 9 / 25  | 1er      | Opposition   |
| 2004  | 32,79 | 8 / 25  | 1er      | Opposition   |
| 2009  | 27,02 | 7 / 25  | 1er      | Opposition   |
| 2014  | 24,86 | 7 / 25  | 1er      | Opposition   |
| 2019  | 23,14 | 6 / 25  | 2e       | Opposition   |
| 2024  | 19,78 | 5 / 25  | 2e       | Paasch III   |

## Identité graphique

Ancien logo jusqu'en 2014
Logo à partir 2014
Logo à partir de 2018